# اولريش تومسن
اولريش تومسن (بالدنماركية: Ulrich Thomsen)‏ (و. 1963 – م) هو ممثل، ومخرج سينمائي، وكاتب سيناريو من الدنمارك . ولد في فين (الدنمارك) .

## روابط خارجية
- اولريش تومسن على موقع IMDb (الإنجليزية)
- اولريش تومسن على موقع قاعدة بيانات الأفلام العربية
- اولريش تومسن على موقع ألو سيني (الفرنسية)
- اولريش تومسن على موقع ميوزك برينز (الإنجليزية)
- اولريش تومسن على موقع تيرنر كلاسيك موفيز (الإنجليزية)
- اولريش تومسن على موقع أول موفي (الإنجليزية)
- اولريش تومسن على موقع قاعدة بيانات الأفلام السويدية (السويدية)
- اولريش تومسن على موقع إن إن دي بي (الإنجليزية)
- اولريش تومسن على موقع ديسكوغز (الإنجليزية)
- اولريش تومسن على موقع قاعدة بيانات الفيلم (الإنجليزية)